# جاك حسون
جاك حسون (بالفرنسية: Jacques Hassoun)‏ هو عالم نفس وطبيب نفسي فرنسي، ولد في 20 أكتوبر 1936 في الإسكندرية في مصر، وتوفي في 24 أبريل 1999 في باريس في فرنسا.